# 下層板

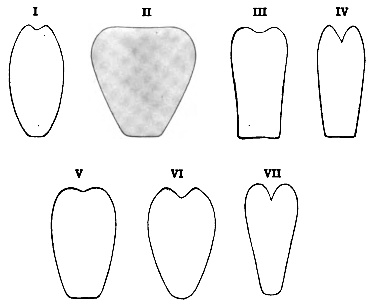
様々なウミサソリ類の下層板

下層板（metastoma、または metastome）は、ウミサソリなどの化石鋏角類の節足動物に見られる、最終の脚の間に配置される腹側の構造体である。摂食行動に参加する器官の1つであったと考えられる。
英語名「metastoma」は古代ギリシア語の「metá」（μετά、後ろ) と「stóma」 （στόμα、口）の合成語。

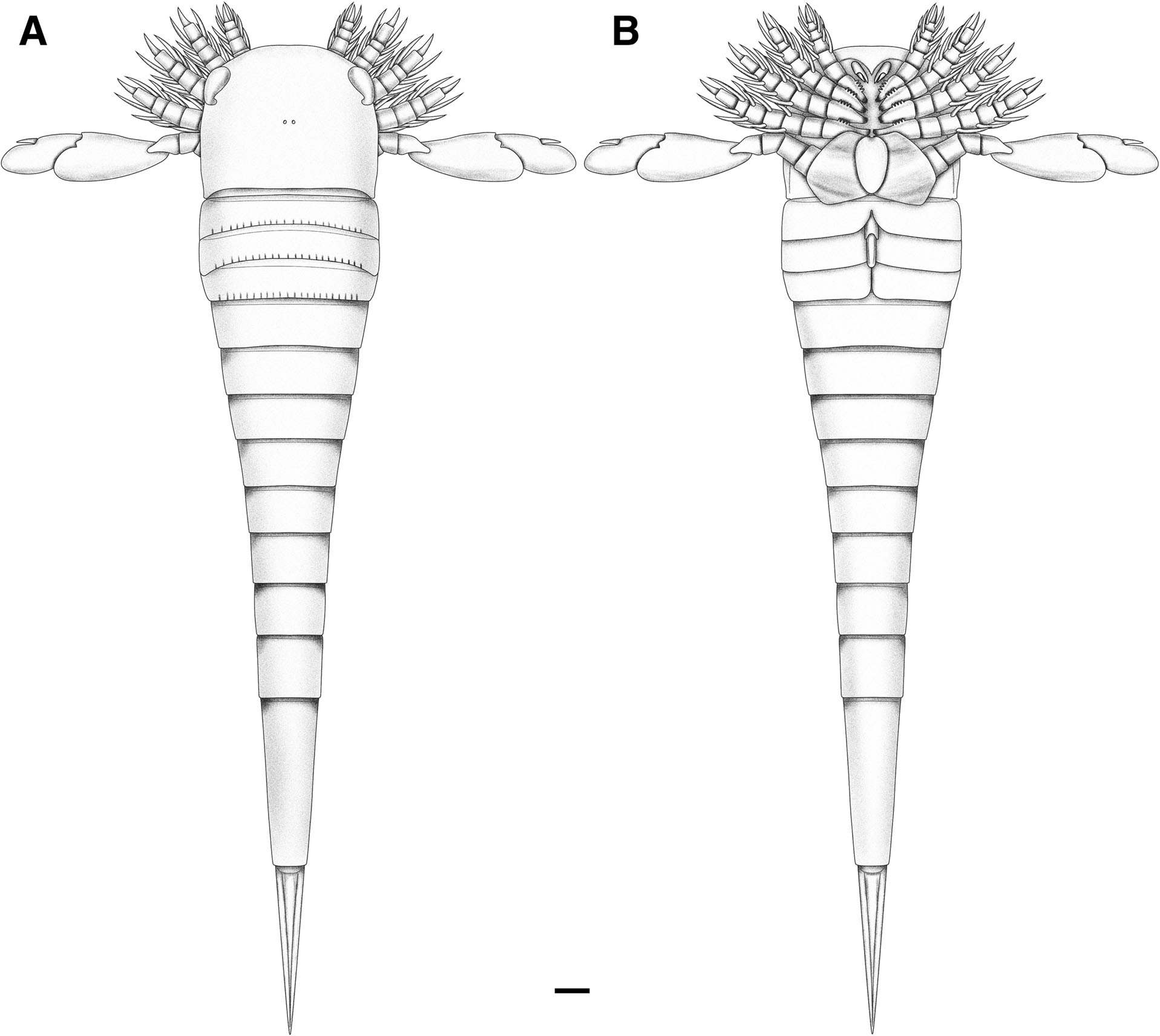
Hoplitaspis hiawathai（カスマタスピス類）の復原図。腹側（B）の最終の脚の間にある楕円形の構造体が下層板。

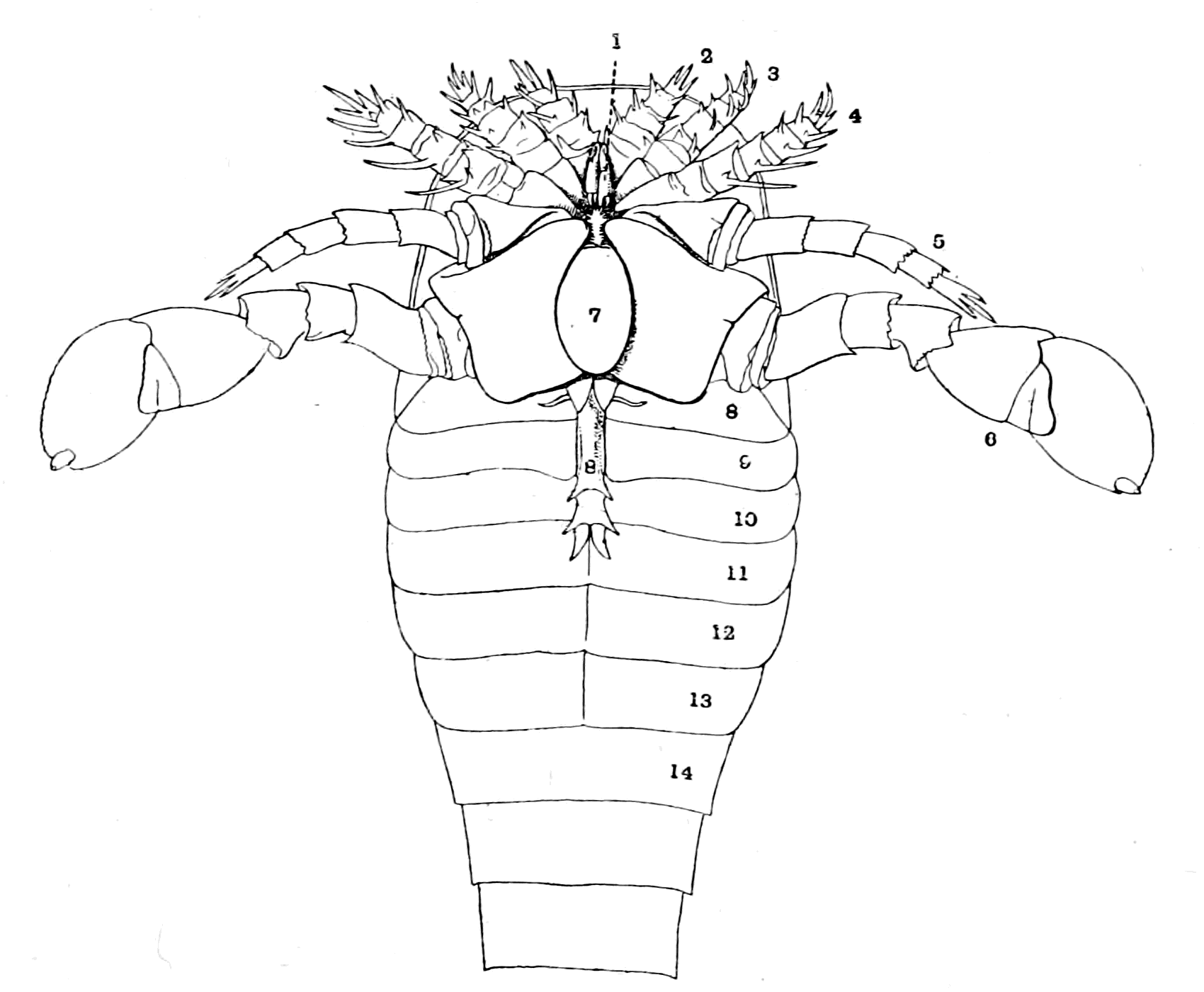
ウミサソリの下層板（7）
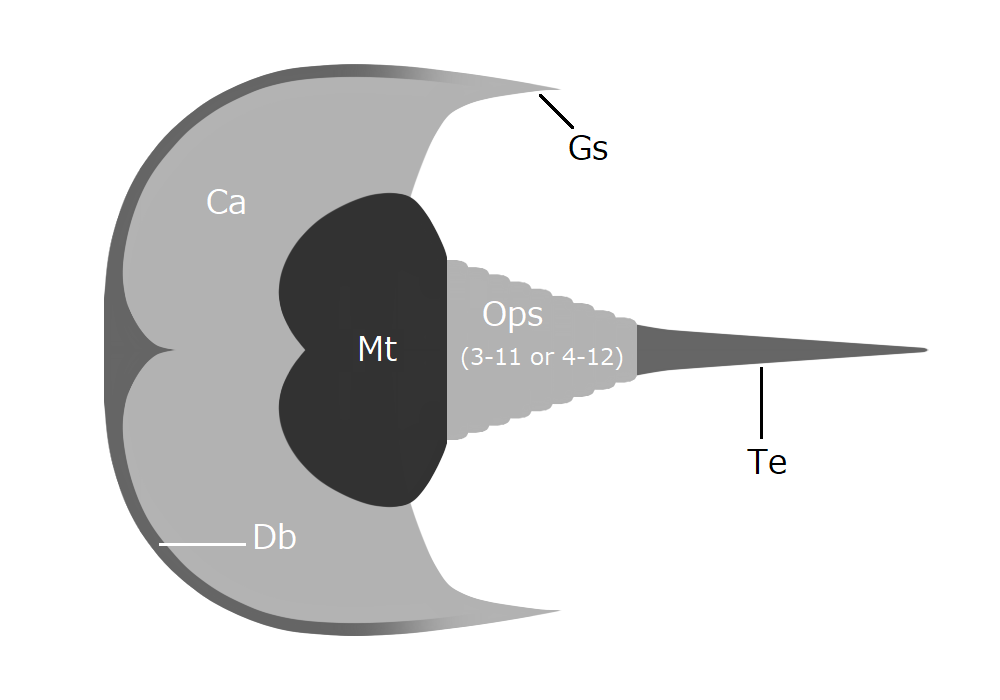
Houia の下層板（mt）

腹板のように分節のない1枚の板状の構造体だが、対になる筋肉の接続点をもつことやカブトガニ類の唇様肢と同じ位置にあることに基づいて、これは腹板ではなく、後体の第1節（第7体節）由来の、元々1対だったが左右癒合した付属肢（関節肢）だと考えられる（カブトガニ類の唇様肢とウミグモ類の第4脚に相同とされる）。一部のウミサソリ類の下層板は、癒合の痕跡と思われる正中線やくぼみもある。
従来ではウミサソリ類に特有の器官とされてきたが、後に近縁であるカスマタスピス類と Houia にも下層板をもつことが判明した。